# Луис Скола
Луис Алберто Скола Балвоа (шп. Luis Scola; Буенос Ајрес, 30. април 1980) је бивши аргентински кошаркаш. Играо је на позицији крилног центра.

## Каријера

### Шпанија
Већ са 15. година је дебитовао у сениорској кошарци, наступајући за аргентински клуб Феро Карил Оесте. По завршетку сезоне 1997/98. преселио се у Шпанију, те потписао уговор са Таукерамиком (данашња Саски Басконија). Прве две сезоне је провео на „каљењу“ у Хихону са којим је успео да се из Друге шпанске лиге пласира у АЦБ лигу.
Пред почетак сезоне 2000/01. вратио се у Басконију, где је остао наредних седам година. Већ током његове дебитантске сезоне успели су да се пласирају у финале Евролиге, а у периоду од 2005. до 2007. године су три пута заредом наступали на Фајнал фору Евролиге.
Скола је два пута биран за најкориснијег играча АЦБ лиге (2005, 2007), а четири пута је био члан најбоље петорке АЦБ лиге. Године 2005. је изабран у другу идеалну петорку Евролиге, а већ 2006. и 2007. био је члан идеалне петорке. Премда са Басконијом није успео да узме трофеј Евролиге, Скола је са баскијским клубом освојио једну АЦБ лигу, као и три пута шпански Куп и Суперкуп.
Док је играо за Басконију, Скола је одабран на НБА драфту 2002. године као 56. пик од стране Сан Антонио спарса. Ипак тада није отишао у НБА већ је наставио да игра у Басконији до 2007. године.

### НБА
У јулу 2007. године Спарси су трејдовали Сколу и Џекија Батлера Хјустон рокетсима у замену за Василиса Спанулиса и будућег другог пика на драфту. Убрзо након тога аргентински репрезентативац је потписао уговор са Рокетсима. Скола је у својој првој НБА сезони уврштен у идеалну петорку НБА новајлија. Рекорд каријере је забележио 13. марта 2010. године када је на мечу са Њу Џерзи нетсима постигао 44 поена.
У јулу 2012. Рокетси су отпустили Сколу. Хјустон је искористио "клаузулу о амнестији" из колективног уговора и отпустио аргентинског крилног центра. Скола је у својој последњој сезони у дресу Хјустона просечно постизао 15 поена и 6,5 скокова.
Неколико дана након што је отпуштен из Хјустона, Скола прелази у Финикс сансе. Најбољу партију у сезони 2012/13. је забележио 29. децембра током дуела са Минесота тимбервулвсима. Клубу из Минеаполиса је убацио укупно 33 поена. Током прве сезоне у Финиксу је одиграо 82 меча, од тога 67 као члан стартне петорке. Бележио је 12,8 поена, 6,6 скокова и 2,2 асистенције по утакмици. С обзиром да на самом почетку није добијао велику минутажу, сезона 2012/13. по статистици је била једна од лошијих у његовој дотадашњој НБА каријери.
Дана 27. јула 2013. Санси су га мењали у Индијана пејсерсе за Џералда Грина, Мајлса Пламлија и будућег пика друге рунде НБА драфта. У Индијани је провео две сезоне и то углавном као резерва првом крилном центру Дејвиду Весту, тако да је за две године само 18 пута истрчао на терен као стартер. У току друге сезоне је по мечу бележио 9,4 поена, 6,5 скокова и 1,3 асистенцију.
Половином јула 2015. године, Скола је потписао уговор са Торонто репторсима. Дебитовао је 28. октобра током дуела с његовим бившим клубом Индијана пејсерсима. Његов нови тим је победио резултатом 106:99, а Аргентинац је томе допринео с осам скокова. Помогао је Репторсима да се по први пут у историји пласирају у финале Источне конференције. Свих 76 утакмица у регуларном делу сезоне је одиграо као стартер, а у просеку је бележио 8,7 поена и 4,7 скокова по мечу.
Пети и уједно последњи НБА клуб у коме је Скола играо били су Бруклин нетси са којима је 13. јула 2016. године потписао уговор. Дебитовао је на првом мечу сезоне који су 26. октобра играли са Бостон селтиксима. У екипи Бруклина није дочекао крај сезоне јер су га 27. фебруара 2017. године Нетси отпустили.

### Кина и Италија
После десет година у НБА лиги, Скола у јулу 2017. одлази у Кину где потписује уговор са екипом Шанксија. Као члан Шанксија просечно је бележио 27,8 поена, 13,7 скокова и 3,4 асистенције по мечу. За наредну 2018/19. сезону се сели у други кинески клуб, Шангај шарксе.
Након одличних игара за Аргентину на Светском првенству 2019, Скола се крајем септембра 2019. вратио у европску кошарку и потписао уговор са италијанским евролигашем Олимпијом из Милана. Након једне сезоне је напустио клуб из Милана. У јулу 2020. је потписао једногодишњи уговор са Варезеом. У дресу Варезеа је бележио просечно 17,8 поена на 28 одиграних утакмица у италијанској Серији А. У септембру 2021. је завршио играчку каријеру.

## Репрезентација
Са репрезентацијом Аргентине освојио је бројне медаље. Прво је 1995. на кадетском, а затим и 1996. јуниорском првенству Јужне Америке освајао златне медаље. Златну медаљу је освојио и на првенству Америке за играче до 20 година 2000. године, док је 2001. на Светском првенству за играче до 21 године освојио бронзу.
Са сениорском репрезентацијом је на Олимпијским играма освојио по једну златну и бронзану медаљу, док са Светског првенства има две сребрне медаљу. На ФИБА првенствима Америке је освојио укупно девет медаља, од тога две златне, четири сребрне и три бронзане медаље.

### Светско првенство 2019.
Са репрезентацијом Аргентине је наступио на Светском првенству 2019. у Кини. Иако већ ветеран са 39 година, Скола је предводио свој национални тим до сребрне медаље. Најбољу партију је пружио у полуфиналу против Француске када је постигао 28 поена уз 13 скокова. Скола је на свакој утакмици био двоцифрен осим у финалној са Шпанијом где је забележио осам поена. На осам одиграних утакмица је бележио просечно 17,9 поена и 8,1 скок по утакмици, и уврштен је у идеалну петорку турнира заједно са Рубијом, Гасолом, Богдановићем и Фурнијеом. Скола је на овом турниру стигао до бројке од укупно 716 поена у историји Светских првенстава, поставши тако тек други играч који је пребацио бројку од 700 поена, након легендарног Бразилца, Оскара Шмита. Скола је, такође, дошао до 243 поена у нокаут фазама ФИБА Светског првенства, по чему је апсолутни рекордер.

## Успеси

### Клупски
- Саски Басконија:
  - Првенство Шпаније (1): 2001/02.
  - Куп Шпаније (3): 2002, 2004, 2006.
  - Суперкуп Шпаније (3): 2005, 2006, 2007.

### Репрезентативни
- Олимпијске игре: 
  -  2004.
  -  2008.
- Светско првенство: 
  -  2002, 2019.
- Америчко првенство: 
  -  2001, 2011.
  -  2003, 2007, 2015, 2017.
  -  1999, 2009, 2013.

### Појединачни
- Идеални тим Светског првенства (1): 2019.
- Идеални тим новајлија НБА — прва постава: 2007/08.
- Идеални тим Евролиге — прва постава (2): 2005/06, 2006/07.
- Идеални тим Евролиге — друга постава (1): 2004/05.
- Најкориснији играч Првенства Шпаније (2): 2004/05, 2006/07.
- Најкориснији играч Суперкупа Шпаније (1): 2005.
- Најкориснији играч Америчког првенства (4): 2007, 2009, 2011, 2015.

## НБА статистика

### Регуларни део сезоне
| Сезона   | Екипа             | ОУ  | СУ  | МПУ  | ПШ%  | 3П%  | СБ%  | СПУ | АПУ | УПУ | БПУ | ППУ  |
| -------- | ----------------- | --- | --- | ---- | ---- | ---- | ---- | --- | --- | --- | --- | ---- |
| 2007/08. | Хјустон рокетси   | 82  | 39  | 24,7 | 51,5 | 0    | 66,8 | 6,4 | 1,3 | 0,7 | 0,2 | 10,3 |
| 2008/09. | Хјустон рокетси   | 82  | 82  | 30,3 | 53,1 | 0    | 76,0 | 8,8 | 1,5 | 0,8 | 0,1 | 12,7 |
| 2009/10. | Хјустон рокетси   | 82  | 82  | 32,6 | 51,4 | 20,0 | 77,9 | 8,6 | 2,1 | 0,8 | 0,3 | 16,2 |
| 2010/11. | Хјустон рокетси   | 74  | 74  | 32,6 | 50,4 | 0    | 73,8 | 8,2 | 2,5 | 0,6 | 0,6 | 18,3 |
| 2011/12. | Хјустон рокетси   | 66  | 66  | 31,3 | 49,1 | 0    | 77,3 | 6,5 | 2,1 | 0,5 | 0,4 | 15,5 |
| 2012/13. | Финикс санси      | 82  | 67  | 26,6 | 47,3 | 18,8 | 78,7 | 6,6 | 2,2 | 0,8 | 0,4 | 12,8 |
| 2013/14. | Индијана пејсерси | 82  | 2   | 17,1 | 47,0 | 14,3 | 72,8 | 4,8 | 1,0 | 0,3 | 0,2 | 7,6  |
| 2014/15. | Индијана пејсерси | 81  | 16  | 20,5 | 46,7 | 25,0 | 69,9 | 6,5 | 1,3 | 0,6 | 0,2 | 9,4  |
| 2015/16. | Торонто репторси  | 76  | 76  | 21,5 | 45,0 | 40,4 | 72,6 | 4,7 | 0,9 | 0,6 | 0,4 | 8,7  |
| 2016/17. | Бруклин нетси     | 36  | 1   | 12,8 | 47,0 | 34,0 | 67,6 | 3,9 | 1,0 | 0,4 | 0,1 | 5,1  |
| Каријера | Каријера          | 743 | 505 | 25,6 | 49,3 | 33,9 | 74,0 | 6,7 | 1,6 | 0,6 | 0,3 | 12,0 |

### Плеј-оф
| Сезона   | Екипа             | ОУ | СУ | МПУ  | ПШ%   | 3П%  | СБ%  | СПУ | АПУ | УПУ | БПУ | ППУ  |
| -------- | ----------------- | -- | -- | ---- | ----- | ---- | ---- | --- | --- | --- | --- | ---- |
| 2008.    | Хјустон рокетси   | 6  | 6  | 36,7 | 44,8  | 0    | 68,6 | 9,3 | 1,3 | 0,7 | 0,2 | 14,0 |
| 2009.    | Хјустон рокетси   | 13 | 13 | 32,6 | 49,4  | 0    | 67,3 | 8,4 | 1,8 | 0,5 | 0,2 | 14,4 |
| 2014.    | Индијана пејсерси | 17 | 0  | 13,9 | 46,5  | 33,3 | 59,1 | 2,5 | 0,5 | 0,4 | 0,2 | 6,1  |
| 2016.    | Торонто репторси  | 11 | 9  | 12,7 | .25,8 | 19,0 | 72,7 | 1,6 | 0,6 | 0,3 | 0   | 2,5  |
| Каријера | Каријера          | 48 | 28 | 21,4 | 45,4  | 20,0 | 66,7 | 4,7 | 1,0 | 0,4 | 0,1 | 8,5  |